# Udamocercia antarctica
Udamocercia antarctica is een steenvlieg uit de familie Notonemouridae. De wetenschappelijke naam van de soort werd voor het eerst geldig gepubliceerd in 1905 door Günther Enderlein.